# Albumy numer jeden w roku 1982 (USA)
Billboard 200, publikowany w magazynie Billboard, jest cotygodniowym notowaniem prezentującym ranking 200 najwyżej sprzedających się albumów i EP w Stanach Zjednoczonych. Zanim Nielsen SoundScan rozpoczął śledzenie sprzedaży w 1991 roku, Billboard szacował sprzedaż na listach przebojów z reprezentatywnych sklepów muzycznych na terenie całego kraju, które były zbierane przez telefon, faks lub kuriera. Dane opierały się na ekspertyzach ze sklepów muzycznych, które prezentowały rankingi najlepiej sprzedających się nagrań, ale tak naprawdę nie przedstawiały rzeczywistej sprzedaży.

## Historia notowania
| Data publikacji | Album                                 | Artysta                    |
| --------------- | ------------------------------------- | -------------------------- |
| 2 stycznia      | For Those About to Rock We Salute You | AC/DC                      |
| 9 stycznia      | For Those About to Rock We Salute You | AC/DC                      |
| 16 stycznia     | 4                                     | Foreigner                  |
| 23 stycznia     | 4                                     | Foreigner                  |
| 30 stycznia     | 4                                     | Foreigner                  |
| 6 lutego        | Freeze Frame                          | The J. Geils Band          |
| 13 lutego       | Freeze Frame                          | The J. Geils Band          |
| 20 lutego       | Freeze Frame                          | The J. Geils Band          |
| 27 lutego       | Freeze Frame                          | The J. Geils Band          |
| 6 marca         | Beauty and the Beat                   | The Go-Go’s                |
| 13 marca        | Beauty and the Beat                   | The Go-Go’s                |
| 20 marca        | Beauty and the Beat                   | The Go-Go’s                |
| 27 marca        | Beauty and the Beat                   | The Go-Go’s                |
| 3 kwietnia      | Beauty and the Beat                   | The Go-Go’s                |
| 10 kwietnia     | Beauty and the Beat                   | The Go-Go’s                |
| 17 kwietnia     | Chariots of Fire                      | Vangelis/Ścieżka dźwiękowa |
| 24 kwietnia     | Chariots of Fire                      | Vangelis/Ścieżka dźwiękowa |
| 1 maja          | Chariots of Fire                      | Vangelis/Ścieżka dźwiękowa |
| 8 maja          | Chariots of Fire                      | Vangelis/Ścieżka dźwiękowa |
| 15 maja         | Asia                                  | Asia                       |
| 22 maja         | Asia                                  | Asia                       |
| 29 maja         | Tug of War                            | Paul McCartney             |
| 5 czerwca       | Tug of War                            | Paul McCartney             |
| 12 czerwca      | Tug of War                            | Paul McCartney             |
| 19 czerwca      | Asia                                  | Asia                       |
| 26 czerwca      | Asia                                  | Asia                       |
| 3 lipca         | Asia                                  | Asia                       |
| 10 lipca        | Asia                                  | Asia                       |
| 17 lipca        | Asia                                  | Asia                       |
| 24 lipca        | Asia                                  | Asia                       |
| 31 lipca        | Asia                                  | Asia                       |
| 7 sierpnia      | Mirage                                | Fleetwood Mac              |
| 14 sierpnia     | Mirage                                | Fleetwood Mac              |
| 21 sierpnia     | Mirage                                | Fleetwood Mac              |
| 28 sierpnia     | Mirage                                | Fleetwood Mac              |
| 4 września      | Mirage                                | Fleetwood Mac              |
| 11 września     | American Fool                         | John Cougar                |
| 18 września     | American Fool                         | John Cougar                |
| 25 września     | American Fool                         | John Cougar                |
| 2 października  | American Fool                         | John Cougar                |
| 9 października  | American Fool                         | John Cougar                |
| 16 października | American Fool                         | John Cougar                |
| 23 października | American Fool                         | John Cougar                |
| 30 października | American Fool                         | John Cougar                |
| 6 listopada     | American Fool                         | John Cougar                |
| 13 listopada    | Business as Usual                     | Men at Work                |
| 20 listopada    | Business as Usual                     | Men at Work                |
| 27 listopada    | Business as Usual                     | Men at Work                |
| 4 grudnia       | Business as Usual                     | Men at Work                |
| 11 grudnia      | Business as Usual                     | Men at Work                |
| 18 grudnia      | Business as Usual                     | Men at Work                |
| 25 grudnia      | Business as Usual                     | Men at Work                |